# Варженевский, Алексей Константинович
Алексей Константинович Варженевский (13 (25) января 1855 — не ранее 1917) — государственный деятель Российской империи. Тайный советник (с 1912).
Происходил из дворян рода Варженевских. Его отец, гвардии полковник в отставке Константин Александрович Варженевский (1825—1881?), был состоятельным помещиком Московской, Калужской и Костромской губерний (789 душ).
В службе — с 25 апреля 1883 года. С 6 декабря 1903 года — в чине действительного статского советника. Награждён орденами Св. Анны 2-й ст. (1894), Св. Владимира 3-й ст. (1897), Св. Станислава 1-й ст. (1907).
Имел в собственности родовое имение «Романцево» в Можайском уезде Московской губернии. Был председателем Можайской уездной земской управы, предводителем Можайского уездного дворянства. Кроме 414 десятин земли в Московской губернии имел ещё 6856 десятин в Костромской губернии.
В 1913 году входил в делегацию московского дворянства на торжествах по случаю 300-летия Дома Романовых. В 1916 году вошёл в состав Государственного совета, к присутствию не назначался.
Один из учредителей «Общества ревнителей русского исторического просвещения в память императора Александра III».
Был личным другом С. Д. Шереметева, флигель-адъютанта императора Александра III; он часто упоминается в дневниках Шереметева, сохранилась переписка между Варженевским и Шереметевым.